# 900-talet

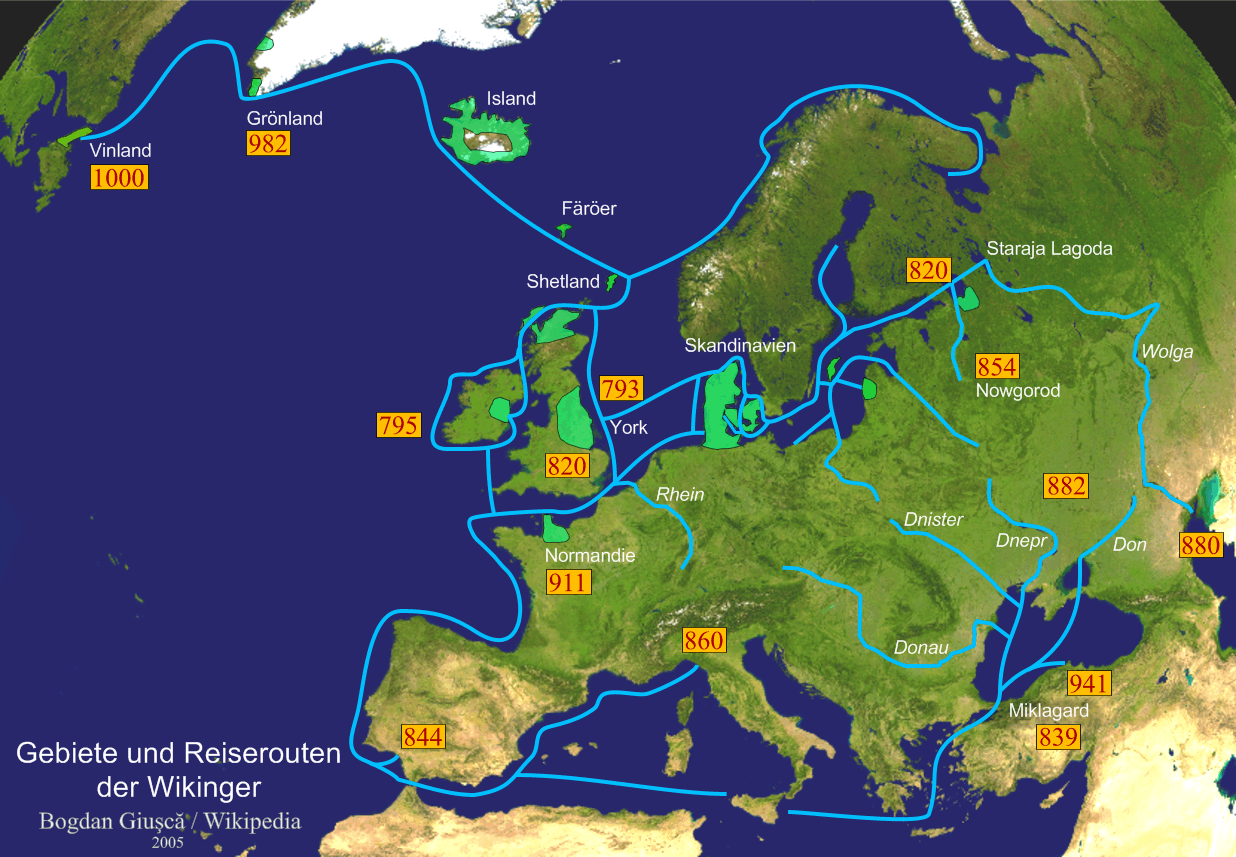
Vikingarnas färder i norr, öst, syd och väst år 793–1000.

Under 900-talet når Vikingatiden sin zenit. Vid seklets slut har vikingarna återkommande härjat utefter hela Europas Atlant- och Medelhavskust samt längs alla floder i öster och Leif Eriksson är på väg att grunda en bosättning i Vinland (Amerika). Europas mäktigaste härskare är Otto I som 962 kröns till kejsare över Tysk-romerska riket (riket sträcker sig från Östersjön till Medelhavet och upplöses formellt först 1806.) Bysantinska riket, som upplever sin storhetstid, försvarar sig mot Bulgarien, storfurstendömet Kiev, Otto I och väst-kyrkan i Rom. I det muslimska Spanien, al-Andalus, lyckas Kalifatet Córdoba behålla sin självständighet gentemot det nordafrikanska Fatimidiska kalifatets maktanspråk.
Under 900-talets senare del blir de persisk-turkiska muslimska ghaznaviderna härskare över ett område motsvarande Iran, Afghanistan och Pakistan. I sydasien är den tamilska Choladynastin den dominerande militära och kulturella makten. Kina genomlever en orolig tid som fått namnet De fem dynastierna och De tio rikena. Under seklet går Mayariket i Centralamerika mot sin undergång.

## Händelser

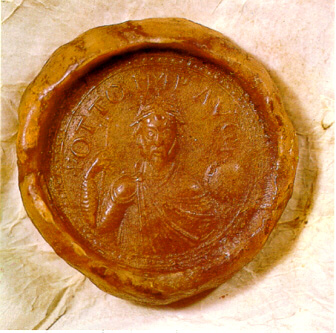
Otto I:s kungasigill 965.

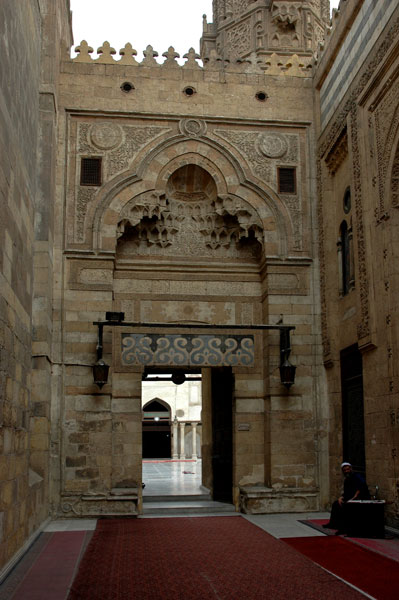
Al-Azharmoskén i Kairo, invigd 970.

- 907 - Helge (Oleg), efterträdare till Rurik (Rörik) av Gårdarike (Ryssland) inleder ett angrepp på Miklagård (Konstantinopel) och tilltvingar sig ett handelsavtal med bysantinerna.
- 911 - Den norske vikingahövdingen Rollo får området kring Rouen som förläning av kejsaren. Efter det sker en kolonisering av området som kom att kallas Normandie.
- 917 - Slaget vid Anchialos, medeltidens blodigaste slag, stod mellan Bulgarerna och Bysantinska riket. Bulgarerna avgick med seger under Simeon den store.
- 941 och 944 - Igor I av Kiev (Ingvar Röriksson) intar och plundrar Konstantinopel.
- 955  - Den tyske kejsaren Otto besegrar magyarerna (ungrarna) i Slaget vid Lechfeld.
- 962 - Otto I kröns till tysk-romersk kejsare i Rom av påven Johannes XII.
- 969 - Al-Azharuniversitetet och moskén i Kairo grundas under Fatimidiska kalifatet.
- 973 - Otto II efterträder sin far som tysk-romersk kejsare.
- 973 - Harald Blåtand gör uppror mot tyskarna vid Hedeby men besegras av Otto II:s trupper.
- 980-986 - Slaget vid Fyrisvallarna: Danskarna lider nederlag nära Gamla Uppsala mot svearna och deras kung Erik Segersäll.
- 985 - Erik Röde, Leif Erikssons far, utvandrar till Grönland och är den förste som landstiger där.
- 980 - Staden Sigtuna grundas av Erik Segersäll.
- Vid seklets slut överges av okänd anledning vikingastaden och handelsplatsen Birka.

## Födda
- 955 Otto II, tysk –romersk kejsare
- 980 Olof Skötkonung, (Erik Segersälls son )

## Avlidna
- 973 Otto I, tysk-romersk kejsare 962- 973
- 986 Harald Blåtand, kung av Danmark ca 940 – ca 986.
- 995 Erik Segersäll, Svearnas kung 970-995